# AI Возничего
AI Возничего (лат. AI Aurigae), HD 259342 — одиночная переменная звезда в созвездии Возничего на расстоянии приблизительно 2236 световых лет (около 686 парсеков) от Солнца. Видимая звёздная величина звезды — от +9,79m до +9,06m.

## Характеристики
AI Возничего — красный гигант, пульсирующая полуправильная переменная звезда (SR) спектрального класса M5III. Радиус — около 84,8 солнечных, светимость — около 936,513 солнечных. Эффективная температура — около 3467 К.